# 24734 Kareness
24734 Kareness là một tiểu hành tinh vành đai chính với chu kỳ quỹ đạo là 1593.1946513 ngày (4.36 năm).
Nó được phát hiện ngày 10 tháng 3 năm 1992.